# ФК Порт (Бургас)
Порт е български футболен отбор от град Бургас. Основан е през 1993 г. Най-доброто му постижение е 5-о място в Югоизточната В група през сезон 1997/98 г. Разпада се през есента на 2002 г.

## Успехи
- 1/16-финалист за Купата на България – 1996/97
- 3-то място в Югоизточната В група – 1997/98

Отборът е основан през 1992 година под името Докер (Бургас) благодарение на инициативността на Васил Стойчев-Бея, който по това време е активен футболист и пръв ръководител на клуба. По средата на първенството тимът се включва в Б окръжна група-Бургас на мястото на отказалия се състав на село Гълъбец.
През следващата година тимът вече се състезава в А окръжна група и един сезон по-късно вече е в новосформираната Зонова група. Най-големият успех на отбора е 3-то място в Югоизточната В група през 1998 година.
Малко по-рано за президент е избран Диян Димов – икономически директор на Пристанище Бургас, а Васил Стойчев става изпълнителен директор. Треньори на отбора са били Атанас Домусчиев, Стоян Попов-Попето и Пламен Михов.
Доста футболисти, направили име в А група, са започнали кариерата си там. Такива са Емил Тодоров-Зелето и Илиян Банев, Костадин Зеленков – след това играч на Видима-Раковски, Павел Колев, Милен Минчев – играл в Спартак (Пловдив), Стоян Ненов – играл в А група с отборите на Беласица, Видима-Раковски и Спартак (Варна), Пламен Димитров – след това крило на Марица (Пловдив). В известен период вратата на Порт защитаваше и бившият юношески национал и участник на Европейското първенство за юноши през 1990 година Мирослав Димитров. В този отбор завършиха кариерата си едни от най-успешните бургаски футболисти като Владо Стоянов, Алекси Желязков, Стефан Миндов, Михаил Ганев и Станчо Цонев.
След 2000-ата година Пристанище Бургас оттегля финансовата си подкрепа и клубът става частен. Най-напред се водят преговори за спонсорство с няколко фирми, но те се провалят. После клубът е спасен от бизнесмена Любомир Джубрилов, племенник на големия артист Георги Джубрилов. Липсата на собствена база и финансовите затруднения са причина клубът да спре съществуването си през 2002 година.
През цялото си съществуване Порт (Бургас) провеждаше домакинските си мачове на едно от тренировъчните игрища на стадион Черноморец.

## Футболисти
- Станчо Цонев
- Алекси Желязков
- Владимир Стоянов
- Стоян Ненов
- Васил Стойчев – Бея
- Тодор Стойков
- Калчо Домузчиев – Кътю
- Николай Панов
- Милен Минчев
- Владимир Вълчев
- Костадин Зеленков
- Драгомир Чайков
- Стефан Миндов
- Ивайло Желязков
- Манол Лалов
- Любен Джубрилов
- Костадин Муравов
- Мирослав Димитров
- Емил Тодоров – Зелето
- Илиян Банев
- Мартин Тегтмайер (Германия)
- Пламен Димитров – Парсо
- Георги Иванов – Чепа
- Станислав Недялков – Шурата